# Nikolajs Galdiņš
Nikolajs Galdiņš (ur. 9 października 1902 w Rydze, zm. 5 października 1945 w Leningradzie) – łotewski wojskowy, dowódca 3 batalionu 42 Pułku Grenadierów SS w 19 Dywizji Grenadierów SS, a następnie 42 Pułku Grenadierów SS pod koniec II wojny światowej.

## Życiorys
12 lipca 1919 wstąpił do nowo formowanej armii łotewskiej. W 1924 ukończył akademię wojskową i dostał przydział do 4 Pułku Piechoty w Wolmarze. Następnie służył w sztabie generalnym w stopniu kapitana. W latach 1938–1939 był ponadto instruktorem w szkole wojskowej w Rydze. Po aneksji Łotwy przez ZSRR w 1940 nie został zwolniony ze służby wojskowej. Przydzielono go do 195 Pułku Strzeleckiego w 181 Dywizji Strzeleckiej. Kiedy wojska niemieckie zajęły obszar Łotwy w 1941 podjął współpracę z Niemcami. W październiku 1942 wstąpił ochotniczo do oddziałów łotewskich formowanych u boku armii niemieckiej. Latem 1943 został adiutantem dowódcy 42 Pułku Grenadierów SS w 19 Dywizji Grenadierów SS w stopniu Waffen-Obersturmbannführera der SS, zaś w październiku objął dowództwo 3 batalionu pułku. Od stycznia 1944 dowodził 42 Pułkiem Grenadierów SS. 25 stycznia 1945 został odznaczony Krzyżem Rycerskim Żelaznego Krzyża. Pod koniec wojny dostał się do niewoli sowieckiej. 5 października 1945 w Leningradzie został rozstrzelany.
Był odznaczony m.in. Żelaznym Krzyżem 1 i 2 klasy.